# Кумбайя

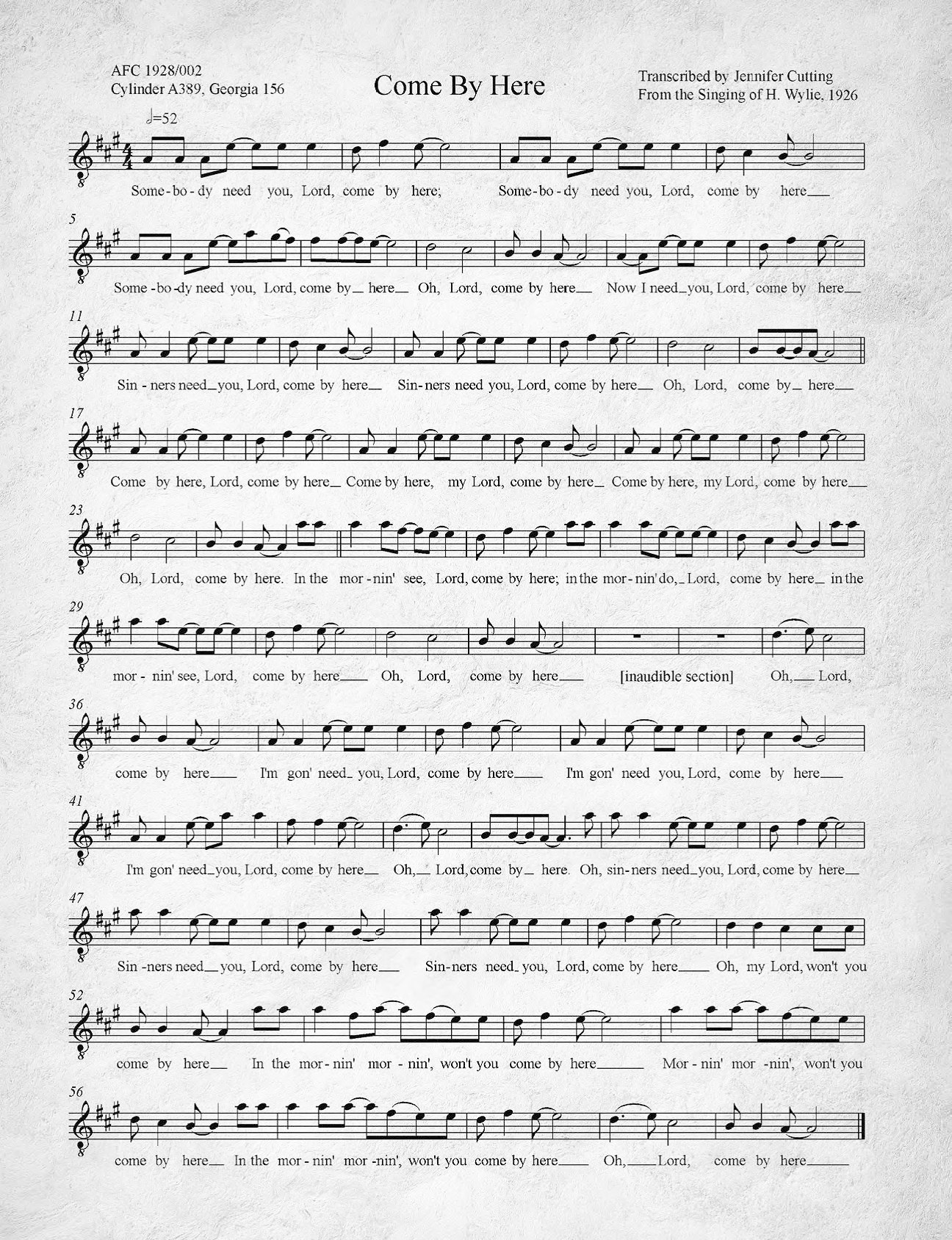
Песня «Come by here» в версии Г. Уайли (1926) в переложении Дж. Каттинг

«Кумбайя» («Kumbaya», «Kum Ba Yah», «Come by here» — «Приди, Господи») — афроамериканская народная духовная песня. Считается, что песня появилась в культуре галла на островах у берегов Южной Каролины и Джорджии и распространилась в другие южные штаты, а со временем — по всей стране и миру. Первая известная запись была сделана фольклористом Робертом Уинслоу Гордоном в 1926 году. Позже она стала популярной для пения у костра в скаутских и летних лагерях, пережила подъём в период фолк-ривайвла 1950-х и 1960-х годов. Исполняется как церковный гимн в афроамериканских религиозных собраниях.
Изначально песня была обращением к Богу с просьбой прийти и помочь тем, кто в этом нуждается. В американской политике рефрен песни стал идиомой, обозначающей нереалистичные, чрезмерно оптимистичные взгляды и высмеивающей стремление к компромиссу.

## История песни
Обстоятельства появления и авторство песни остаются предметом полемики и поводом для множества легенд. Скорее всего, песня возникла среди афроамериканцев на Юго-востоке Соединённых Штатов, предположительно, в конце XIX века. Существует несколько вариантов текста, часть из них на английском языке с рефреном «come by here», часть с рефреном «kum ba yah» или «kumbaya». Несколько десятилетий считалось, что эта фраза на пиджине привезена из Африки — из Анголы или Нигерии, — или с какого-нибудь острова в Карибском бассейне. Исследования указывают на то, что в действительности это диалект галла, на котором говорят потомки чернокожих невольников, живущие на островах и прибрежных территориях в юго-восточных штатах — народы галла и гичи.

### Архивные документы
В Американском фольклорном центре Библиотеки Конгресса хранятся два документа, считающиеся самыми старыми достоверными записями песни. Один из них, рукопись с текстом стихов под названием «Oh, Lord, Won’t You Come By Here», записанных в Альянсе в Северной Каролине в ходе школьной практики по сбору фольклора, ученица по имени Минни Ли представила своему преподавателю Джулиану Бойду, впоследствии профессору истории Принстонского университета и президенту Американской исторической ассоциации. Другой — восковой цилиндр с аудиозаписью песни в исполнении некоего Г. Уайли (H. Wylie), которую сделал где-то в нескольких часах езды от Дариена в Джорджии фольклорист Роберт Гордон, через два года основавший Архив американской народной песни, со временем преобразованный в Американский фольклорный центр. Точная дата записи на этих документах не указана, поэтому неизвестно, какая из них была первой, достоверно известен лишь год записи: 1926.
С 1926 по 1928 годы Гордон записал ещё три традиционных спиричуэла с рефреном «come by here» или «come by heah», но единственная сохранившаяся — запись другой песни, на сюжет о Данииле, брошенном в львиный ров (Дан. 6:16). Из двух других цилиндров один утерян, а второй разбит; была ли среди этих записей «Кумбайя», неизвестно. Ещё один ранний вариант песни собран членами Общества сохранения спиричуэлов (The Society for the Preservation of Spirituals), основанного в 1921 году, на морском побережье Южной Каролины. Песня под названием «Come by Yuh» записана на креольском диалекте галла и опубликована в книге The Carolina low-country в 1931 году. Возможно, эта запись могла бы оказаться самой ранней, если бы Общество датировало песни в своих публикациях.
В мае 1936 года Джон Ломакс, преемник Гордона на посту главы Архива народной песни, записал в Рейфорде (Флорида) песню «Come by Here» в исполнении солистки по имени Этель Бест с хором. В конце 1930-х — начале 1940-х в разных штатах собиратели Архива сделали ещё несколько записей песни, которая стала набирать популярность.
Раннюю историю песни исследовал в Американском фольклорном центре и впервые опубликовал в 2007 году аспирант Вашингтонского университета (теперь ассоциированный профессор музыкального образования в Национальном институте образования в Сингапуре) Лум Чи-ху (Lum Chee-Hoo). До этой публикации считалось, что авторские права на песню принадлежат белому англо-американцу, проповеднику и композитору Марвину Фрею.

### Композитор Марвин Фрей
Преподобный Марвин В. Фрей (1918—1992), сын евангелистского проповедника, рассказывал, что 17-летним юношей в Портленде услышал, как молится образцовая евангелистка матушка Даффин. Вдохновлённый её молитвой, он написал песню под названием «Come By Here». В 1939 году ноты песни были опубликованы в книжке Revival Choruses of Marvin V. Frey, вышедшей в Портленде, в ней произведение датировано 1936 годом. Под руководством Фрея его духовные песни пели в афроамериканской миссии и в детских христианских лагерях.
Ставшая популярной у афроамериканцев в южных штатах, со временем песня широко распространилась. В переложении Джона Блочера (John Blocher), с названием «Kum Ba Yah» она вошла в сборник песен Indianola Sings в 1955 году, эта версия стала стандартной. В январе 1956 «Кумбайя» включили в сборник Song Sampler, в 1957 — в Girl Guides, подобными песенниками пользовались в летних лагерях. Марвин Фрей заявил о своих авторских правах издателям песенников, и адвокат посоветовал им согласиться, а не платить судебные издержки за песню, находящуюся в свободном доступе. Фрей предъявлял претензии и в 1989 году к Объединённой методистской церкви, которая включила в свой сборник духовных песен гимн под названием «Десмонд» (в честь Десмонда Туту), основанный на переработанной мелодии «Кумбайя».
В процессе разбирательств встал вопрос о том, каким образом слова «come by here» из книжки Фрея 1939 года превратились к 1955 году в «kum ba yah». По словам Фрея, родители одного мальчика, который научился песне у него самого в церковном собрании в Сентрейлии и повсюду с удовольствием её распевал, планировали уехать миссионерами в Бельгийское Конго и Анголу. Через 10 лет, в 1948 году, Фрей услышал их в Детройте, поющими песню сначала по-английски, а затем на африканском диалекте со словами «kum ba yah», в сопровождении африканских барабанов. Позднее, сказал Фрей, он узнал, что этот язык называется «лувале».
К концу 1940-х годов песня вошла в богослужебный обиход разных протестантских течений и независимых церквей. Распространились и различные легенды о том, как и когда — от 1890-х до 1920-х — песня с миссионерами перебралась из южных штатов в некоторую африканскую страну, а затем, изменённая, вернулась обратно. Нельзя подтвердить историю, рассказанную Фреем. На языке народа лувале, населяющего Южную Анголу и Замбию, фраза «kum ba yah» не имеет смысла, в то время как на диалекте галла она является переводом выражения «come by here» (букв. «иди сюда»). Очевидно, Фрей не знал о хранящихся в архивах записи 1926 года и тексте на языке галла в книге, вышедшей в 1931 году.
Фрей не был мошенником. Возможно, он услышал песню где-то в Портленде, и, когда записывал мелодию, пришедшую ему на ум, действительно верил, что сам сочинил её. Его песенное наследие впечатляюще, он написал более 2000 духовных песен и гимнов, некоторые из них хорошо известны и исполняются на христианских собраниях. Но, как свидетельствует информационная табличка в городке Барре в штате Нью-Йорк, где похоронен Марвин Фрей, самая знаменитая из них — «Кумбайя».

### Первые грамзаписи
Выход «Кумбайя» на концертные площадки и в студии грамзаписи связан с именем Тони Сейлтена, фолк-певца и музыкального руководителя в летних лагерях, именно его благодарят исполнители первых записей Джо Хикерсон и Пит Сигер. Группа Folksmiths с участием Хикерсона записала «Кумбайя» в 1957 году для альбома We’ve Got Some Singing to Do, вышедшего в начале 1958 года. Сигер включил песню в программу концертов в 1957, грампластинка с записью концерта в Карнеги-холле вышла в 1958 году. В 1958 вышел и сингл в стиле госпел под названием «Come by Here» в исполнении Hightower Brothers. Квартет The Weavers записал «Кумбайя» в 1959.
В 1962 вышел концертный альбом Джоан Баэз с песней «Кумбайя», с этой записью песня заняла своё место в возрождении американской народной музыки в 1960-х. В Европе «Кумбайя» стала популярной с записью The Seekers в 1963. Песню записали The Journeymen, Томми Леонетти, The Sandpipers,
Тюлай Герман, Джеймс Ласт, церковные и школьные хоры, сольные исполнители и ансамбли в США и других странах. С тех пор «Кумбайя» исполняют в разных стилях, от баллады и джаза до хип-хопа, включая и пародии. В качестве церковного гимна песня остаётся в ритуальной практике афроамериканских протестантских церквей.

## «Кумбайя» в политике

### Песня протеста
В 1960-70-х «Кумбайя» стала ассоциироваться с протестными движениями в США, и не только с движением за гражданские права чернокожих. Песня звучала на Манхэттэне в 1963, во время сидячей забастовки сотрудников Еврейской ассоциации молодых мужчин и женщин (Young Men’s and Young Women’s Hebrew Associations in Manhattan) против закрытия нескольких местных общин,
её пели участники маршей протеста от Сельмы до Монтгомери за избирательные права чернокожих и участники бдения при свечах в Мидлтауне (Пенсильвания) в 1980, в годовщину аварии на АЭС Три-Майл-Айленд.
В двух вариантах — «Come by Нere» и «Kum-Ba-Ya» — песня вошла в сборник Songs of peace, freedom, and protest («Песни мира, свободы и протеста»).
Изначально текст «Кумбайя» — это обращение к Богу за помощью и рассказ о тяжёлой жизни угнетённых. Нехитрые строфы: «кто-то поёт, кто-то смеётся, кто-то плачет — приди, Господи!» по желанию поющих дополнялись новыми словами применительно к обстоятельствам. В 60-е «Кумбайя» стала призывом к действию, настоящим гимном.
Во время забастовок, маршей, студенческих протестов, как и на церковных собраниях и неформальных встречах, к пению «Кумбайя» относились как к ритуалу единения или благоговения, сродни дружеским объятиям. «Думаю, эта песня была высшим выражением людей 60-х, которым действительно было не всё равно
», сказала журналистка The Washington Post Рита Кемпли (Rita Kempley), в чьей рецензии на фильм «Волонтёры» слово «кумбайя» впервые использовано как символ идеализма и альтруизма 1960-х в ироническом контексте.

### Идиома
Начиная с 1990-х годов выражение «петь „Кумбайя“» (to sing 'Kumbaya') в США и англоязычных странах часто используется для иронического обозначения духовного единства и гармонии или, с сарказмом, для указания на лицемерие, фальшивый социальный протест. Идиома «Кумбайя» или «пение Кумбайя» вошла в американский политический лексикон и применяется, когда нужно отметить, что кто-то слишком миролюбив или стремится к компромиссу, игнорируя проблемы.
Например, обсуждая израильско-палестинский конфликт, президент США Барак Обама прокомментировал, что существенные разногласия между сторонами «нельзя свести к тому, что давайте все возьмёмся за руки и споём „Кумбайя“». Бывший губернатор Арканзаса Майк Хакаби выразил скептицизм по поводу объединения политиков на праймериз Республиканской партии в 2012 году словами: «не будет какого-то волшебного момента, когда трое или четверо из этих людей сядут у костра, поджаривая маршмэллоу, распевая „Кумбайя“ и кивая одному из своих конкурентов». Бизнесмен и политик Герман Кейн на митинге в 2011 году сказал: «пение „Кумбайя“ не является внешнеполитической стратегией», а пресс-секретарь Белого дома Джей Карни заявил: «Не думаю, что кто-то ожидал или ожидает, что Вашингтон превратится в посиделки у костра, где все держатся за руки и поют „Кумбайя“».
Идиомой «момент „кумбайя“» обозначают момент или обстоятельства, когда возникло или возможно согласие между сторонами переговоров. На прессконференции после саммита в Женеве в июне 2021 года президент США Джо Байден отозвался о низком уровне российско-американских отношений: «это не момент „кумбайя“».
Сарказм по отношению к эмоциональной основе «Кумбайя» стал признаком жёсткости и прагматизма в современной американской политике, высмеивающим саму идею компромисса.

## Дискография
1. ↑  Smithsonian Folkways, We've Got Some Singing to Do (1958), FA2407. Дата обращения: 4 января 2015. Архивировано из оригинала 30 декабря 2013 года.
2. ↑  Pete Seeger and Sonny Terry, Folkways Records (1958), FA2412 (англ.). Discogs. Дата обращения: 14 ноября 2023. Архивировано 14 ноября 2023 года.
3. ↑  The Hightower Brothers. At The Golden Gate / Come By Here (single); Gospel Records, 1958 (англ.). Discogs. Дата обращения: 14 ноября 2023. Архивировано 15 ноября 2023 года.
4. ↑  The Weavers. Travelling On With The Weavers; Vanguard (1959), VSD-2022. Discogs. Дата обращения: 15 ноября 2023. Архивировано 15 ноября 2023 года.
5. ↑  Joan Baez. in Concert; Vanguard (1962), VRS-9112. Discogs. Дата обращения: 15 ноября 2023. Архивировано 15 ноября 2023 года.
6. ↑  The Seekers. Introducing The Seekers; W & G (1963), WG-B-1655. Discogs. Дата обращения: 15 ноября 2023. Архивировано 15 ноября 2023 года.
7. ↑  The Journeymen. Soft Blow The Summer Winds / Kumbaya (single); Capitol Records (1962), F4678. Discogs. Дата обращения: 15 ноября 2023. Архивировано 15 ноября 2023 года.
8. ↑  Tommy Leonetti. Kum Ba Yah (single); Decca (1968), 32421. Discogs. Дата обращения: 15 ноября 2023. Архивировано 15 ноября 2023 года.
9. ↑  The Sandpipers. The Wonder Of You; A&M Recprds (1969), SP4180. Discogs. Дата обращения: 15 ноября 2023. Архивировано 15 ноября 2023 года.
10. ↑  Tülây. Kumbaya; Philips (1968), 437.407BE. Discogs. Дата обращения: 15 ноября 2023. Архивировано 15 ноября 2023 года.
11. ↑  Bert Kaempfert & James Last. In Concert; Reader's Digest (1974), RDS6939. Discogs. Дата обращения: 15 ноября 2023. Архивировано 15 ноября 2023 года.
12. ↑  Freedom Songs: Selma, Alabama - A Documentary Recording By Carl Benkert; Folksway Records (1965), FH5594 (англ.). Discogs. Дата обращения: 15 ноября 2023. Архивировано 15 ноября 2023 года.